# Championnat de Maurice de football 2016-2017
Navigation
Saison précédente Saison suivante
La saison 2016-2017 de Barclays League est la soixante-quatorzième édition de la première division mauricienne. Les dix meilleures équipes du pays s'affrontent à quatre reprises au sein d'une poule unique. À la fin du championnat, les deux derniers du classement sont relégués et remplacés par les deux premiers de deuxième division.
C'est le club de Pamplemousses SC qui est sacré cette saison, après avoir terminé en tête du classement final, avec un seul point d'avance sur Petite Rivière Noire SC. Il s'agit du quatrième titre de champion de Maurice de l'histoire du club, le premier depuis 2012.

## Les clubs participants
- AS Port-Louis 2000
- AS Quatre-Bornes
- GRSE Wanderers
- Pamplemousses SC
- Cercle de Joachim SC
- AS Rivière du Rempart
- Savanne SC - Promu de D2
- Petite Rivière Noire SC
- La Cure Sylvester
- Roche-Bois Bolton City - Promu de D2

## Classement
Le classement est établi sur le barème de points classique (victoire à 3 points, match nul à 1, défaite à 0).
| Rang | Équipe                  | Pts | J  | G  | N  | P  | Bp | Bc | Diff |
| ---- | ----------------------- | --- | -- | -- | -- | -- | -- | -- | ---- |
| 1    | Pamplemousses SC        | 73  | 36 | 22 | 7  | 7  | 77 | 40 | +37  |
| 2    | Petite Rivière Noire SC | 72  | 36 | 22 | 6  | 8  | 63 | 40 | +23  |
| 3    | Roche-Bois Bolton CityP | 69  | 36 | 20 | 9  | 7  | 44 | 26 | +18  |
| 4    | AS Port-Louis 2000'T'C  | 62  | 36 | 19 | 5  | 12 | 66 | 37 | +29  |
| 5    | AS Quatre-Bornes        | 54  | 36 | 14 | 12 | 10 | 42 | 36 | +6   |
| 6    | La Cure Sylvester       | 48  | 36 | 14 | 6  | 16 | 58 | 45 | +13  |
| 7    | Cercle de Joachim SC    | 41  | 36 | 12 | 5  | 19 | 46 | 65 | -19  |
| 8    | Savanne SCP             | 35  | 36 | 9  | 8  | 19 | 51 | 76 | -25  |
| 9    | AS Rivière du Rempart   | 34  | 36 | 8  | 10 | 18 | 40 | 67 | -27  |
| 10   | GRSE Wanderers          | 16  | 36 | 4  | 4  | 28 | 39 | 94 | -55  |

| Légende : Qualifications et relégations | Légende : Qualifications et relégations                                                 |
| --------------------------------------- | --------------------------------------------------------------------------------------- |
|                                         | Qualification pour la Ligue des champions de la CAF 2018                                |
|                                         | Qualification pour la Coupe de la confédération 2018                                    |
|                                         | Participation au barrage de promotion-relégation                                        |
|                                         | Relégation directe en deuxième division                                                 |
|                                         | T : Tenant du titre P : Promu de deuxième division C : Vainqueur de la Coupe de Maurice |

## Bilan de la saison
| Championnat de Maurice de football 2016-2017 |                             |
| Champion                                     | Pamplemousses SC (4e titre) |
| Coupes et trophées                           |                             |
| Vainqueur de la Coupe de Maurice 2016-2017   | AS Port-Louis 2000          |
| Qualifications continentales                 |                             |
| Ligue des champions de la CAF 2017           | Pamplemousses SC            |
| Coupe de la confédération 2017               | AS Port-Louis 2000          |
| Promotions et relégations                    |                             |
| Promus en Barclays League                    | Chebel Citizens FC          |
| Promus en Barclays League                    | Entente Boulet Rouge        |
| Relégués en First League                     | AS Rivière du Rempart       |
| Relégués en First League                     | GRSE Wanderers              |